# Zájmové vzdělávání dospělých
Zájmové vzdělávání dospělých představuje vedle občanského a dalšího profesního vzdělávání jednu ze tří forem dalšího vzdělávání. Lze jej definovat jako přehled krátkodobých a dlouhodobých forem vzdělávání zahrnujících individuální i hromadně organizovanou výuku. Slouží jak k uspokojování vzdělávacích potřeb jedince, tak i k rozvoji jeho osobnosti a vychází z jeho hodnotové orientace. Zájmové vzdělávání probíhá ve volném čase a je úzce spjato se dvěma koncepty – konceptem kvalita života a konceptem celoživotní učení. A to zejména z toho důvodu, že zájmové vzdělávání v rámci celoživotního učení patří mezi faktory, které se mohou pozitivní způsobem podílet na kvalitě života, jelikož každý člověk, který si ve svém volném čase zvolí jako zájmovou aktivitu vzdělávání (např. místo sledování televize), mění tímto rozhodnutím dosavadní způsob trávení volného času.

## Obsah vzdělávání
Obsah zájmového vzdělávání je široký, jelikož jsou lidé rozdílní. Volba obsahu zájmového vzdělávání se totiž do značné míry odvíjí od toho, jaké zájmy mají lidé, kteří se vzdělávají. A tak jako se liší zájmy různých lidí, různí se i obsah zájmového vzdělávání. „Zahrnuje problematiku všeobecně vzdělávací, kulturní, etickou, filozofickou, náboženskou, zdravotnickou, sportovní apod.“  Typickým znakem odlišujícím oblast zájmového vzdělávání od většiny ostatních, je především dobrovolnost. Je to jeden z mála druhů učení, které probíhá bez stresu, nervozity a obav. Výstupem nejsou ani tak vysvědčení, jako spíše osvědčení, sloužící především k osobní motivaci, či posílení prestiže.
Zájmové vzdělávání dospělých je tvořeno „výchovnými, organizačními a tvůrčími volnočasovými činnostmi účastníků, které směřují k jejich zájmu a seberealizaci“. Může mít podobu sebevzdělávání či probíhat ve formálních i neformálních organizacích. Zájmové vzdělávání se obsahově může překrývat s jinými typy, jelikož kompetence získané v rámci zájmového vzdělávání mohou být uplatnitelné i v profesní sféře apod. Kupříkladu jazykové kompetence (učení se cizího jazyka) či znalosti v oblasti informačních technologií mohly být sice získány v rámci zájmového vzdělávání, ale mohou přispět člověku v lepším uplatnění na trhu práce či kariérním rozvoji. 

## Volný čas
Volný čas je jedním z typických znaků zájmového vzdělávání. Bývá charakterizován jako optimální sociální prostor pro seberozvoj osobnosti prostřednictvím svobodně volených činností. Všichni by chtěli spoustu času pro  sebe a své koníčky, ale v poslední době roste objem pracovní doby a různých pracovních aktivit a také se mění individuální životní způsoby dospělých. Volný čas je možné vnímat ze dvou pohledů:
1. Kvalitativní pohled – způsob naplnění volného času – činnosti, pro které se člověk rozhodne z vlastní vůle a potřeby
2. Kvantitativní pohled – množství času, který člověku zbude po splnění pracovních a mimopracovních povinností

Jako volnočasovou aktivitu si vzdělávání vybírají většinou vysokoškolsky vzdělané osoby.

## Motivace
Jelikož je účast na zájmovém vzdělávání dospělých dobrovolná, je nutná silná vnitřní motivace. Důvody, proč se chtějí dospělí vzdělávat, mohou být:
- Rodinné a prestižní – udržet krok s dobou, konkurenceschopnost na trhu práce i ve společnosti
- Individuální potřeba či zájem – seberealizace
- Vliv médií, móda, rozvoj oddechových a rekreativních činností

Nejsilnější vnitřní motivaci ke vzdělávání mají lidé ambiciózní (často mladší), kteří chtějí uspět ve svém profesním životě, a lidé s přirozeným zájmem o okolí a společnost. Vnější motivací k dalšímu vzdělávání je bezesporu ztráta zaměstnání nebo nejistota ohledně zaměstnání (v jiném smyslu tedy i mateřská dovolená, kdy je matka mimo pracovní dění).
Celkově nižší motivaci mají lidé se stabilní pracovní pozicí, lidé zabezpečení a pracovně vytížení. Nižší potřeba dalšího vzdělávání může být na menších městech, také u žen-matek, které jsou zabezpečeny manželem a jejichž prioritou je rodina. Málo motivovaní mohou být starší lidé: další vzdělání pro ně znamená investici časovou a finanční. Nízkou motivaci mohou mít také zaměstnaní v případě, že jim např. školení uloží vedení jako povinnost.

## Bariéry
- nedostatek financí
- nedostatek času
- nedostatek motivace (lenost)
- nízká informovanost o nabídce, náročnost, nedůvěra v efektivnost[6]

## Ohrožené skupiny
- Sociálně slabí – nedostatek motivace, necítí potřebu se vzdělávat, nedostatek financí
- Zdravotně postižení
- Národnostní menšiny
- Mentálně postižení
- Osoby před důchodovým věkem – náročnost vzdělávání, nejsou schopni flexibilně vnímat a sledovat technologický vývoj, nechuť se učit nové věci, nedostatek financí
- Matky na mateřské dovolené – nedostatek financí, je to paradox, protože právě ty by měly mít nejsilnější motivy se vzdělávat, navrhují podporu, např. ve vzdělávacích centrech hlídání dětí, finanční zvýhodnění, bezúročné půjčky apod.[6]

## Typický účastník
- Výrazně mladší (do 25 let) nebo starší (nad 60 let)
- Osoby s vyšší úrovní vzdělání
- Humanitní, popř. ekonomické zaměření vzdělání
- Aktivní a samostatní jedinci – rozvíjí svou osobnost
- Stabilní rodinná a pracovní situace
- Lidé z větších měst – ve větších městech si zřejmě lidé uvědomují mnohem více hodnotu vzdělání jako předpoklad úspěchu v životě profesním a sociálním.
- Ženy (výjimkou jsou ženy na mateřské dovolené)

Z toho vyplývá, že typickým účastníkem je student, důchodce nebo pracující se stabilní pracovní a rodinnou situací.

## Institucionální zajištění
V oblasti zájmového vzdělávání dospělých je většina vzdělávání směřována spíše do oblasti nesystematického samostudia, popř. individuálních zájmů – tedy do oblasti neformálního vzdělávání. Formálního vzdělávání se pak dospělí účastní minimálně, v některých případech pouze v rámci zaměstnání nebo dokonce mnozí považují svou práci za další vzdělání. Organizace, které zajišťují zájmové  vzdělávání dospělých můžeme dělit na organizace, které mají:
1. Vzdělávání na prvním místě – školy a instituce celoživotního vzdělávání – VŠ – programy celoživotního vzdělávání, Univerzita třetího věku, Akademie volného času…
2. Vzdělávání jako dodatková činnost – např. Národní muzeum, knihovny, galerie , planetária, zoo…
3. Vzdělávání jako jedna z oblastí zájmu – kulturní domy a centra, zájmové kroužky, zahraniční instituty, ekologické organizace...[4]